# Sante Vandi
Sante Vandi (Bologna, 1653 – Loreto, 1716) è stato un pittore italiano del periodo barocco.
Fu allievo di Carlo Cignani. È anche conosciuto come Santino de' Ritratti.

## Biografia
Nella fase iniziale della sua attività artistica lavorò a Bologna, ma in seguito operò a Mantova e in altre città del Centro Italia. Produsse un gran numero di ritratti, principalmente di piccole dimensioni. Ferdinando Carlo Gonzaga duca di Mantova fu suo protettore. Luigi XIV compensò Vandi con cento luigi d'oro per un ritratto che il pittore gli aveva fatto pervenire per mezzo del duca. 
Morì a Loreto nelle Marche.